# Luca Raggio
Luca Raggio, né le 26 mars 1995 à Chiavari, est un coureur cycliste italien.

## Biographie
En 2013, Luca Raggio se classe deuxième du championnat d'Italie sur route juniors. Il évolue ensuite au sein des clubs Overall et Viris Maserati lors de ses quatre années espoirs. Bon grimpeur, il se distingue lors de la saison 2017 en remportant trois courses chez les amateurs. Il termine par ailleurs dixième du Giro Ciclistico d'Italia. 
Il passe professionnel en 2018 dans l'équipe Wilier Triestina-Selle Italia, après y avoir été stagiaire
,. Douzième du Tour de Langkawi et du Tour du lac Qinghai, il participe également au Tour de Lombardie, où il abandonne. En 2019, il se classe deuxième du Tour de Taiyuan en Chine.
En 2020, il redescend au niveau continental en signant avec la formation Area Zero-VVF. Il n'obtient cependant aucun résultat marquant. Il décide finalement de mettre à sa carrière cycliste en début d'année 2021.

## Palmarès et résultats

### Palmarès par année
- 2013
  - 2e du championnat d'Italie sur route juniors
- 2016
  - 3e du Trofeo San Serafino
- 2017
  - Tour de la Province de Bielle
  - Trophée Matteotti amateurs
  - Coppa Comune di Castelfranco Piandiscò
  - 3e de la Coppa Lanciotto Ballerini
- 2019
  - 2e du Tour de Taiyuan

### Classements mondiaux
| Année           | 2017 | 2018   |
| --------------- | ---- | ------ |
| UCI Europe Tour | 601e | 1 869e |